# Циньхуай (река)
Циньхуай (秦淮河) — река в Китае, протекает по территории городских округов Чжэньцзян и Нанкин провинции Цзянсу. Правый приток Янцзы. Длина реки — 36,6 км или 34 км (в некоторых источниках называется величина 110 км). Площадь водосборного бассейна — 2631 км².
Начинается при слиянии рек Цзюйжун и Лишуй, течёт в северо-западном направлении. Протекает по низкой заболоченной равнине высотой 6-8 м над уровнем моря, окружённой холмами и горами высотой до 300 м. Наивысшая точка бассейна имеет высоту 417 м.
Среднегодовая температура региона — 15 °С. В год выпадает в среднем 1119 мм осадков (по другим данным — 1048 мм). Основное количество осадков выпадает в периоды с апреля по середину мая (190 мм), в конце июня — начале июля (348 мм), и с августа по сентябрь (205 мм). Климат — полувлажный субтропический муссонный.

## Достопримечательности
Вдоль реки Циньхуай в Нанкине находится пояс достопримечательностей, в центре которого находится храм Конфуция. В число достопримечательностей входят сад Чжанюань, храм Конфуция, островок Эгрет, Китайские ворота, а также парусники на реке и павильоны и башни на берегах реки.
Внутригородская часть реки когда-то была районом красных фонарей, известным на всю страну во времена династии Мин. Разрисованные лодки с красными фонарями курсировали в разные стороны.
Наиболее известная в истории часть живописной зоны реки Циньхуай известна как район проживания Цинь Хуай Ба Янь (秦淮八艳; восемь красавиц Циньхуай), восьми знаменитых куртизанок в переходный период Мин-Цин. Они были записаны в книге «Баньцяо цзацзи» (板桥杂记) Юй Хуая (余怀). Это были Гу Хэнбо (顾横波), Дун Сяован, Бянь Юйцзин (卞玉京), Ли Сянцзюнь, Коу Баймэнь (寇白门), Ма Сянлань, Лю Руши и Чэнь Юаньюань.
Бывшая резиденция знаменитой куртизанки Ли Сянцзюнь расположена у реки и открыта для посещения.